# Alix Delaporte
Alix Delaporte (Chatou 1969) és una directora de cinema i guionista francesa.

## Vida i carrera
Delaporte va estudiar a la London School of Economics entre 1988 i 1989, i el 1993, va obtenir un màster en història contemporània. Mentre assistia a un taller de guió a La Fémis de 1999 a 2000, Delaporte va treballar com a reporter i operador de càmera a l'Agència CAPA i va col·laborar en diversos programes de televisió. El 2006, el seu curtmetratge Comment on freine dans une descente ? es va projectar al 63a Mostra Internacional de Cinema de Venècia, on va guanyar el Lleó de Plata al millor curtmetratge. L'any 2012, el seu primer llargmetratge Angèle et Tony va obtenir tres nominacions als 37a cerimònia dels Premis César i va guanyar premis novells per als actors principals Clotilde Hesme i Grégory Gadebois. La seva següent pel·lícula, Le Dernier Coup de marteau, va ser presentada en competició a la 71a Mostra Internacional de Cinema de Venècia. Romain Paul, que va interpretar el fill dels personatges de Clothilde Hesme i Grégory Gadebois, va guanyar el Premi Marcello Mastroianni per la seva actuació a la pel·lícula.
El 2015, va formar part del jurat de la secció Horizons del 72a Mostra Internacional de Cinema de Venècia.

## Filmografia
| Any  | Títol                                 | Acreditada coms | Acreditada coms | Notes |
| Any  | Títol                                 | Director        | Guionista       | Notes |
| ---- | ------------------------------------- | --------------- | --------------- | --- |
| 2001 | Comme dans un rêve                    | Sí              |                 | Documental                                                                                                  |
| 2003 | Le Piège                              | Sí              | Sí              | Curtmetratge                                                                                                |
| 2004 | Lea Parker                            |                 | Sí              | Sèrie de televisió                                                                                          |
| 2004 | Plus belle la vie                     |                 | Sí              | TV series                                                                                                   |
| 2006 | Comment on freine dans une descente ? | Sí              | Sí              | Curtmetratge Lleó d'or al millor curtmetratge                                                               |
| 2006 | Zinedine Zidane - Son Parcours        | Sí              |                 | Documental                                                                                                  |
| 2007 | Zidane : Le Dernier Match             | Sí              |                 | Documental                                                                                                  |
| 2008 | Fortunes                              |                 | Sí              | Telefilm |
| 2010 | Angèle et Tony                        | Sí              | Sí              | Festival de Cinema Americà de Deauville - Prix Michel d'Ornano Nominat—César a la millor primera pel·lícula |
| 2011 | Fortunes                              |                 | Sí              | Sèrie de televisió                                                                                          |
| 2014 | Le Dernier Coup de marteau            | Sí              | Sí              | 71a Mostra Internacional de Cinema de Venècia Premi Laterna Magica                                          |
| 2023 | Vivants                               | Sí              | Sí              | |